# 山本善次朗と申します
『山本善次朗と申します』（やまもとぜんじろうともうします）は、槙ようこによる日本の漫画作品。集英社の『りぼん』にて、2007年2月号から2008年3月号まで発表された。単行本は全5巻。

## 概要
サブタイトルは「キセキの愛のチカラ」。
『STARBLACKS』『たらんたランタ』と2作続けて短期で終了した作者にとって、『愛してるぜベイベ★★』連載以来、久々の1年越え連載となっていたが、作者の体調不良を理由に2008年3月号を最後に連載は中断された。
その後、『りぼん』本誌で本作の連載が再開されることはなく、2009年1月発売のコミックス4巻に描き下ろしの形で掲載された。
4巻まで収録された物語の続きは、2009年7月17日発売の『りぼんスペシャル ハート』と同年8月21日発売の『りぼんスペシャル ダイヤ』に前後編計70Pが掲載され、さらに2年間の空白期間を経て、2011年8月17日発売の『りぼんスペシャル オレンジ』掲載の最終編120Pをもって完結した。
上記のことから、2009年1月に4巻のコミックスが発売後、続巻は長らく発売されていなかった。そして2年後の2011年10月に最終巻となる5巻が発売となり、連載中断から約4年弱の歳月をかけて最終巻を迎えることとなった。

## ストーリー
主人公山本ほたては小学4年生の女の子。母の死後、母方の祖母の元で祖母と2人で暮らしていた。
ある日、ほたては祖母の事情で親戚と名乗る青年・山本善次朗に引き取られ、鹿児島の田舎に引っ越すこととなる。
そんなほたてには霊が見えたり、触れた人の考えている事が分かってしまうという秘密があった。
ほたてが善次郎に触れた時、彼が本当の父と分かってしまい…?

## 登場人物
山本ほたて（やまもと ほたて）
小学4年生で、小さな頃から霊が見えたり、触れた人の心が読めてしまうという秘密をもっている。母方の祖母と東京で暮らしていたが、祖母の事情により、鹿児島の善次朗のもとへ引き取られる。名前の由来は善次郎が付けたもので、「ほたて」を漢字で書くと「歩達（何事も歩み達する）」となる。平仮名にしたのは、テストの時に名前を書くのが大変だからという理由から。
山本善次朗（やまもと ぜんじろう）
ほたての父親で鹿児島の人。19歳の時、東京で1人の女性と恋に落ちたが、彼女とは結婚を許してもらえないまま死別。職業は農家で、同じ町内のお年寄りに大人気。性格は大らかで情にあふれており、娘のほたてを溺愛している。祖母の事情により、ほたてには自分が父親であることを内緒で彼女を引き取ることとなるが…?
まこと
善次朗の家に下宿している大学生。見た目は少し派手だが中身は純朴な好青年。テスト期間に入るとノイローゼ気味になる。料理もできる。那実のことが好きで、のちに恋人となる。
速水（はやみ）
謎の少年の霊で、ほたてと友達になる。成仏せずに現世にいるが、そこにはある秘密があって…?
岡野めぐ（おかの めぐ）
24歳でほたてのクラスの担任。児童思いで何事も一生懸命頑張る性格だが、かなりの天然ボケの遅刻常習犯でいつも教頭に叱られている。男子生徒たちには下の名前で呼び捨てで呼ばれている。善次朗のことが好き。眼鏡をかけることもある。祖父が教員であったことが作中で示唆されている。
梅丘那実（うめおか なみ）
まことの大学の同級生で、主に「梅ちゃん」と呼ばれている。好きな曲は『きらきら星』。成績優秀でとても明るい性格の人気者だが、17歳で妊娠してしまい中絶した過去がある。その際に両親にも勘当されている。後にまことの厚意で善次郎たちの家で一緒に暮らすこととなる。後にまことと恋人になる。
北川翅（きたがわ つばさ）
ほたてと同じクラスの友達で、ほたての初めての友達。自分の意見をはっきり言う正義感の強いサバサバした性格。勉強はあまり出来ないが運動神経は抜群。善次朗を「善じ（ぜんじ）」と呼んで慕っている。物語が進むごとにツッコミ役に回ることが多くなる。
由宇希（ゆうき）
ほたてと同じクラスの男の子。少しひねくれているが、根は優しい性格で親想い。

## コミックス
以下は全て集英社の『りぼんマスコットコミックス』からの発売。
1. 2007年5月15日発売、ISBN 978-4-08-856743-3
2. 2007年9月14日発売、ISBN 978-4-08-856770-9
3. 2008年2月15日発売、ISBN 978-4-08-856801-0
4. 2009年1月15日発売、ISBN 978-4-08-856861-4
5. 2011年10月14日発売、ISBN 978-4-08-867148-2